# Takashi Takeuchi
Takashi Takeuchi (武内 崇) est un artiste japonais né le 28 aout 1973 à Yachiyo dans la préfecture de Chiba. Il est principalement connu en tant que cofondateur du studio japonais d'anime et de visual novel Type-Moon, ainsi que pour ses illustrations sur les séries de visual novels Tsukihime et Fate/stay night.